# El·lipsoide

El·lipsoide

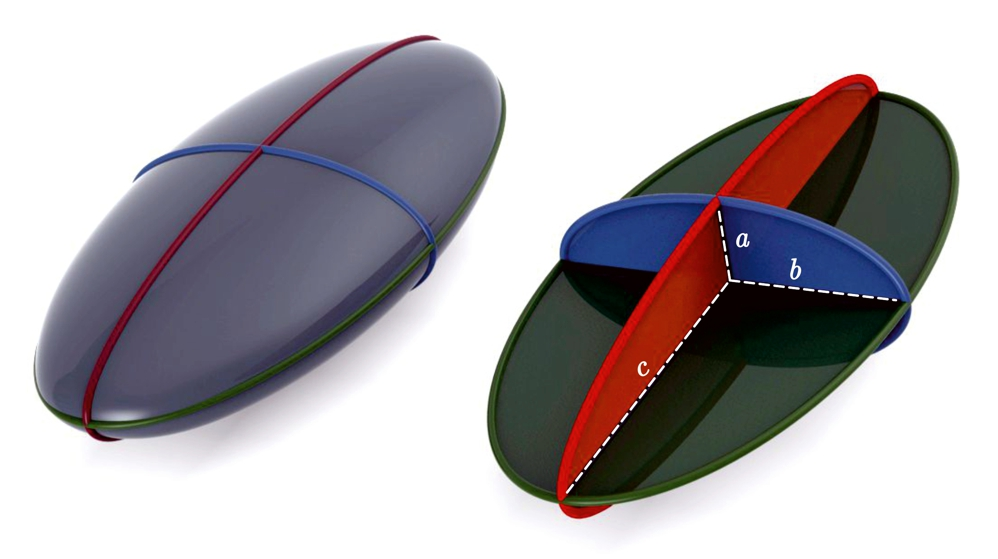
El·lipsoide amb tres distàncies (semieixos a,b,c) que defineixen la seva geometria. Les semi-el·lipses perpendiculars roja, verda i blava són part dels plànols de simetria de l'el·lipsoide.

Un el·lipsoide és la superfície de segon grau de l'espai euclidià de tres dimensions. Forma part doncs de les quàdriques, amb la característica principal de no tenir un punt a l'infinit. Està format pels punts per als quals és constant la suma de les seves distàncies a dos punts fixos anomenats focus. Aquesta és l'equació cartesiana de l'el·lipsoide centrat a l'origen de coordenades:
{\displaystyle {x^{2} \over a^{2}}+{y^{2} \over b^{2}}+{z^{2} \over c^{2}}=1}
Es pot entendre com format per la revolució d'una el·lipse al voltant del seu eix major.
Els punts (a,0,0), (0,b,0) i (0,0,c) es troben a la superfície i els segments de línia des de l'origen a aquests punts s'anomenen semieixos principals de longitud a, b, c.
L'el·lipsoide admet un centre i almenys tres plans de simetria. La intersecció d'un el·lipsoide amb un pla és una el·lipse, un punt o el conjunt buit.
Hi ha quatre fases diferents, una d'elles degenerada:
- {\displaystyle a>b>c} — el·lipsoide triaxial o (rarament) escalè;
- {\displaystyle a=b>c} — el·lipsoide oblat de revolució (esferoide oblat);
- {\displaystyle a=b<c} — el·lipsoide prolat de revolució (esferoide prolat);
- {\displaystyle a=b=c} — el cas degenerat d'una esfera.